# Lynchburg
Lynchburg település az Amerikai Egyesült Államok Virginia államában. Lakosainak száma 79 009 fő (2020. április 1.).

## Népesség
A település népességének változása:
| Lakosok száma | 75 568 | 76 271 | 77 185 | 78 014 | 79 812 | 79 009 |
|               | 2010   | 2011   | 2012   | 2013   | 2015   | 2020   |